# Thạch (họ)
Thạch là một họ của người châu Á. Họ này có mặt ở Việt Nam, Triều Tiên (Hangul: 석, Romaja quốc ngữ: Seok) và Trung Quốc (chữ Hán: 石, Bính âm: Shi). Trong danh sách Bách gia tính họ này đứng thứ 188, về mức độ phổ biến họ này xếp thứ 71 ở Việt Nam theo thống kê năm 2006,chủ yếu tập trung tại vùng nông thôn miền Tây Nam bộ như các tỉnh Sóc Trăng, Bạc Liêu, Trà Vinh.

## Người Việt Nam họ Thạch nổi tiếng
Tại Việt Nam, ngoài họ Thạch lâu đời, đầu thế kỷ XIX, vua Minh Mạng cũng ra chiếu ban họ Thạch tại Nam Bộ (1827) và người thiểu số Mường và Lào ở Thanh Hóa (1834)
- Thạch Bảo Khanh, cầu thủ bóng đá Việt Nam
- Thạch Kim Tuấn, vận động viên cử tạ Việt Nam
- Thạch Duồng, hay Thạch Dương là quan Thống chế điều bát Nguyễn Văn Tồn.
- Thạch Tịnh, phó chủ tịch Hội đồng dân tộc Quốc hội.
- Thạch Dư, thứ trưởng bộ ngoại giao, đại sứ tại Campuchia.
- Thạch Phước Bình, đại biểu Quốc hội Việt Nam khóa XIV.
- Thạch Thu Thảo, Á hậu 2 Hoa hậu Các Dân tộc Việt Nam 2022, đại diện Việt Nam dự thi Hoa hậu Trái Đất 2022.

## Người Trung Quốc họ Thạch nổi tiếng
- Thạch Đức, Thiếu phó nhà Hán
- Thạch Thao, tự Quảng Nguyên, quan nhà Tào Ngụy thời Tam Quốc, bạn của Gia Cát Lượng
- Thạch Sùng, đại quan thời Tây Tấn
- Hoàng tộc nhà Hậu Triệu:
  - Thạch Lặc
  - Thạch Hoằng
  - Thạch Hổ
  - Thạch Thế
  - Thạch Tuân
  - Thạch Giám
  - Thạch Chi
- Hoàng tộc nhà Hậu Tấn:
  - Thạch Kính Đường
  - Thạch Trọng Quý
- Thạch Mẫn, sau lấy lại tên cũ Nhiễm Mẫn, vua nhà Nhiễm Ngụy
- Thạch Đạt Khai, Dực Vương của Thái Bình Thiên Quốc
- Thạch Hữu Tam, Tướng lĩnh quân đội Quốc Dân Đảng Trung Quốc, bộ tướng của Tưởng Giới Thạch
- Thạch Kiên, diễn viên Hồng Kông
- Thạch Tú, nhân vật hư cấu trong Thủy hử.
- Thạch Quốc Trụ nhân Vật Trong Bao Thanh Thiên

## Người Triều Tiên họ Seok nổi tiếng
- Seok Eun-Mi (Hán Việt: Thạch Ngân Mĩ), nữ vận động viên bóng bàn Hàn Quốc
- Seok Matthew (Tên thật: Seok Woohyun, Hán Việt: Thạch Hữu Huyền), ca sĩ thành viên nhóm nhạc ZEROBASEONE